# Big Rideau Lake
Big Rideau Lake är en sjö i Kanada.   Den ligger i countyt United Counties of Leeds and Grenville och provinsen Ontario, i den sydöstra delen av landet, 80 km sydväst om huvudstaden Ottawa. Big Rideau Lake ligger 122 meter över havet.
I omgivningarna runt Big Rideau Lake växer i huvudsak lövfällande lövskog. Runt Big Rideau Lake är det glesbefolkat, med 8 invånare per kvadratkilometer.